# NGC 1519
NGC 1519 في الفهرس العام الجديد، هي مجرة، تقع في كوكبة النهر. اكتشفت في 2 يناير 1878 بواسطة فيلهلم تمبل.

## روابط خارجية
- NGC 1519 على موقع ويكي سكاي: DSS2, SDSS, GALEX, IRAS, Hydrogen α, X-Ray, Astrophoto, Sky Map, Articles and images